# 불로화
불로화(不老花)는 국화과에 속하는 한해살이풀이다. 열대 아메리카 원산이다. 흔히 학명의 속명인 아게라툼이나 아게라덤이라 부르며, 멕시코엉겅퀴라고도 부른다.
원산지에서는 잡초로 취급되나, 정원에서 심어 기르기도 하며, 한국에서는 경인 지역에서 야생한다. 키는 30~60 센티미터 남짓이며, 줄기 전체에 끈끈한 털이 빽빽하게 난다. 잎은 마주나기도 하고 어긋나기도 하며 잎자루가 길고 심장 또는 달걀 모양이며 길이는 3~5 센티미터, 너비는 2~3 센티미터 정도이다. 잎의 밑 부분이 깊게 파여 있다. 꽃은 7~10월에 피는데 가지 끝 산방꽃차례에 파란색이거나 자주색, 흰색의 두상화로 핀다. 두화는 지름 1 센티미터 정도이며 꽃턱잎 조각은 선 모양 바소꼴인데 털이 많이 난다.

## 사진

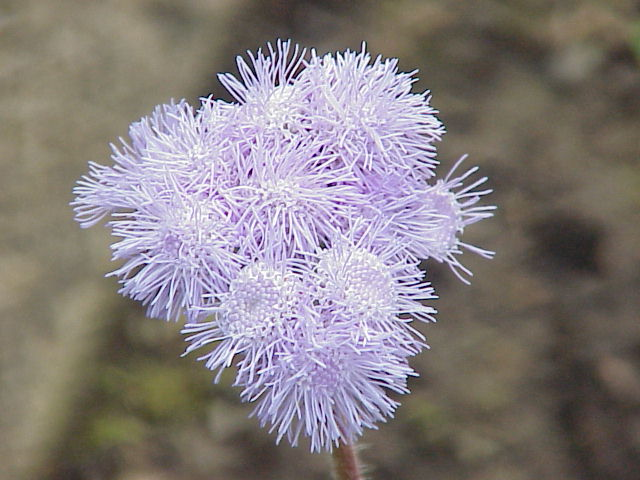
활짝 핀 꽃
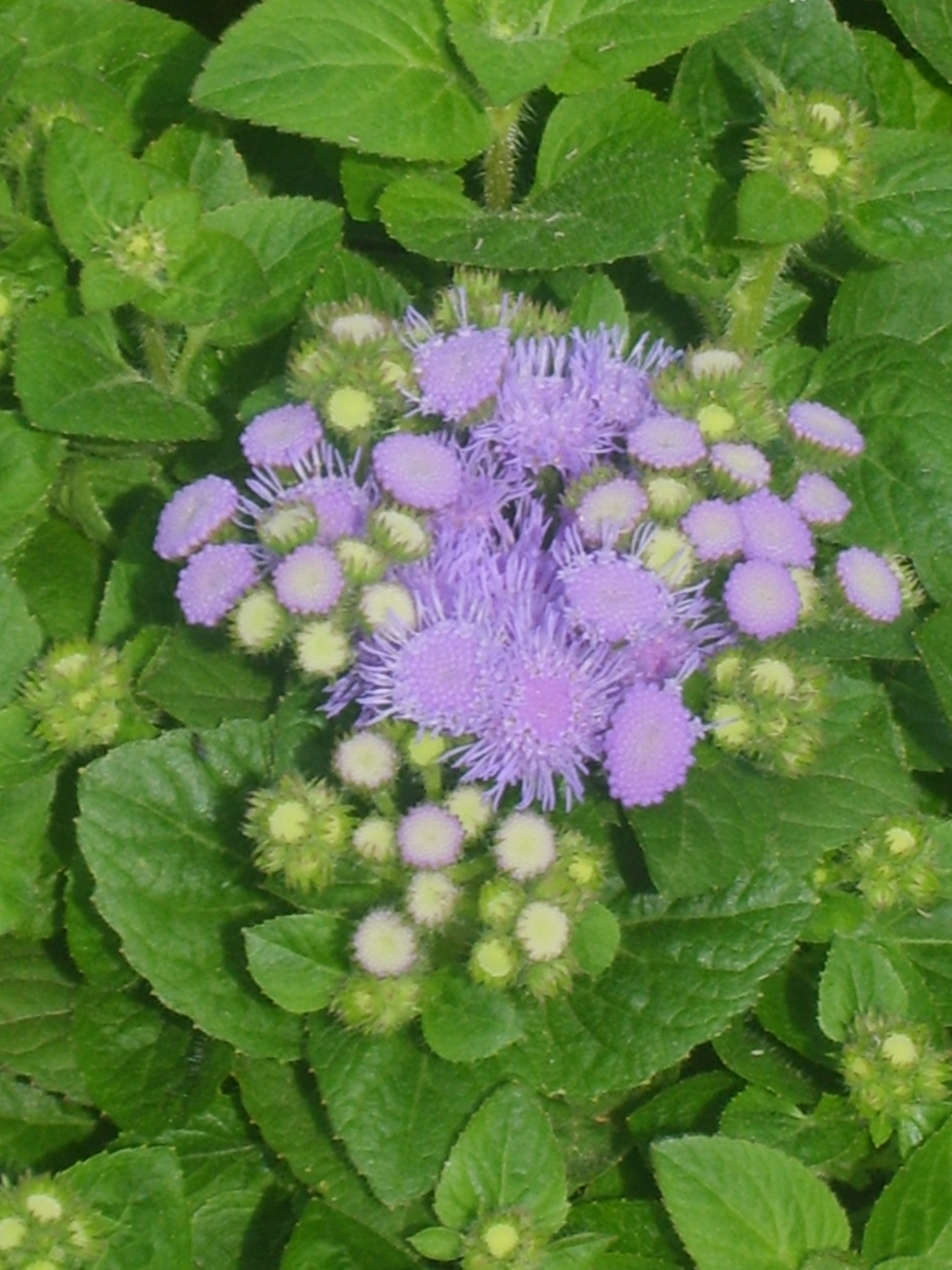
산방꽃차례. 꽃망울도 있다.
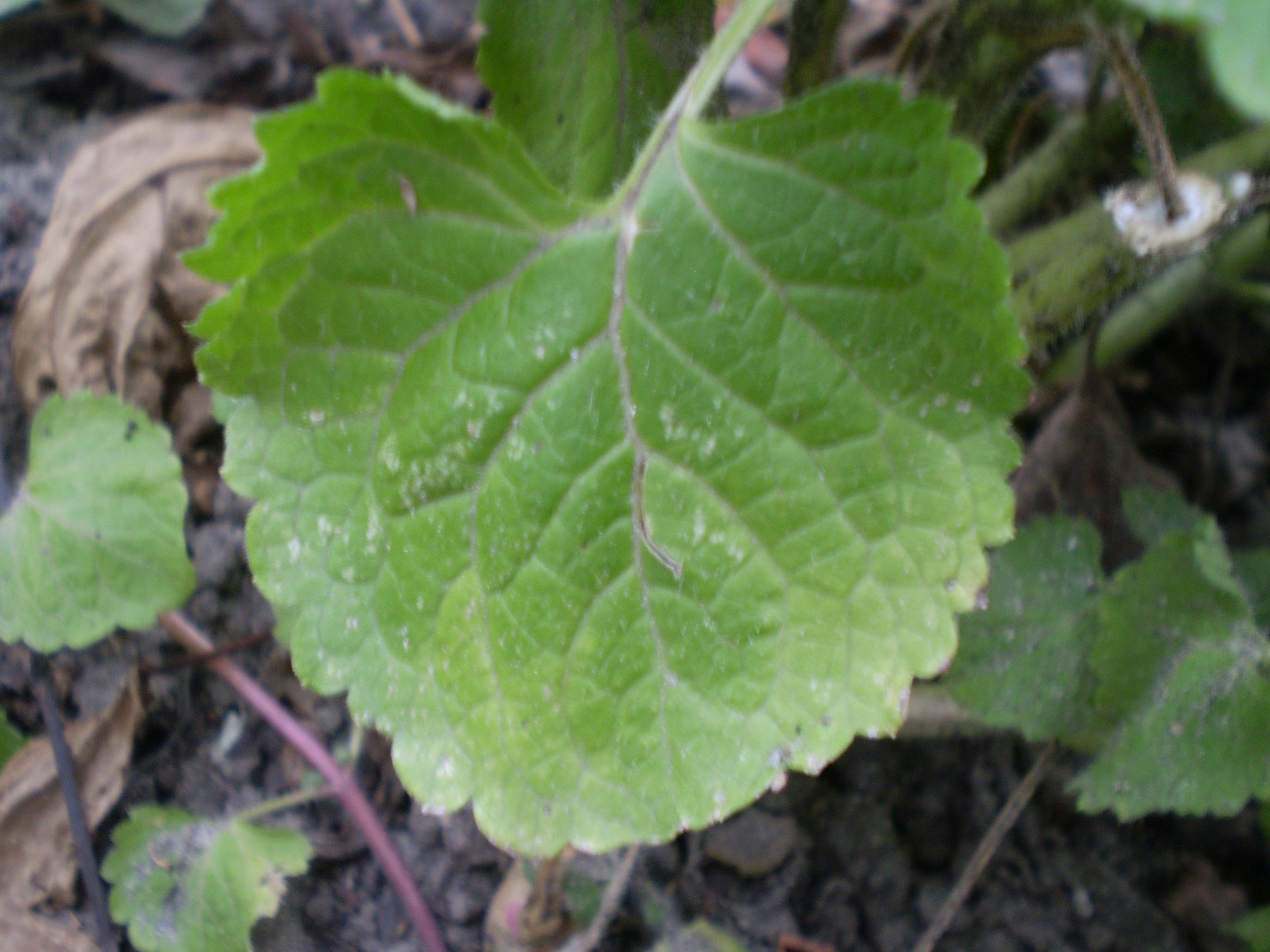
잎